# 侧花兜被兰
侧花兜被兰（学名：Neottianthe secundiflora）为兰科兜被兰属下的一个种。

## 扩展阅读
- 維基物種上的相關：侧花兜被兰